# Baie des Cinq Cerfs
La baie des Cinq Cerfs (en anglais : Cinq Cerf Bay) est une baie située su sud de l'île de Terre-Neuve.

## Géographie
La baie des Cinq Cerfs s'ouvre sur la côte méridionale de l'île de Terre-Neuve à l'Est de la localité de Grand Bruit et à l'ouest de Muddy Hole. Cette baie est encadrée par deux autres baies, Baie de Loup et Baie La Poile.